# Самуле
Самуле (пол. Samule) — село в Польщі, у гміні Турошль Кольненського повіту Підляського воєводства.
Населення — 81 особа (2011).
У 1975-1998 роках село належало до Ломжинського воєводства.

## Демографія
Демографічна структура станом на 31 березня 2011 року:
|          | Загалом | Допрацездатний вік | Працездатний вік | Постпрацездатний вік |
| -------- | ------- | ------------------ | ---------------- | -------------------- |
| Чоловіки | 41      | 7                  | 26               | 8                    |
| Жінки    | 40      | 12                 | 18               | 10                   |
| Разом    | 81      | 19                 | 44               | 18                   |